# 3667 Anne-Marie
3667 Anne-Marie este un asteroid din centura principală, descoperit pe 9 martie 1981 de Edward Bowell.